# Julio Troxler
Pour les articles homonymes, voir Troxler.
Julio Troxler (19 novembre 1926 - 20 septembre 1974, Buenos Aires) était un militant péroniste argentin.

## Des années 1950 au retour de Perón (1973)
Ayant participé au soulèvement péroniste du général Juan José Valle, Troxler était l'un des rares survivants du massacre de José León Suárez de 1956 perpétré par le général-dictateur Aramburu. Il joua son propre rôle dans le film Operación Masacre (1972), dirigé par Jorge Cedrón (es), qui racontait ces événements en se fondant sur le livre célèbre de Rodolfo Walsh.
Il eut un rôle important dans le développement des Comandos de la resistencia dans la province de Buenos Aires, à l'époque de la « Résistance péroniste », et dans la fondation de la CGTA, née d'une scission en 1968 avec la CGT considérée comme trop timide face à la dictature du général Onganía . Il se lia ensuite avec les premiers groupes des Forces armées péronistes (FAP) . Il fut ensuite nommé, le 28 décembre 1972, interventor à Mar del Plata pour la section locale du Parti justicialiste, fonction consistant à trancher les conflits internes et à décider d'autorité, en suivant les directions de la hiérarchie du parti. Son passé aux FAP faisait de cette nomination un appui inespéré à la gauche péroniste de la ville portuaire.

## Des élections de 1973 à son assassinat
N'étant plus membre, bien que proche, des FAP, il fut nommé chef de la police de la province de Buenos Aires alors que celle-ci était dirigée par le péroniste Oscar Bidegain, élu en mars 1973. Il démissionna à la demande du président Juan Perón, après l'attaque de l'ERP contre la garnison militaire d'Azul le 19 janvier 1974.
Il fut enlevé à Buenos Aires, le 20 septembre 1974, alors qu'il allait au travail à la Faculté de droit, par des hommes qui le firent rentrer dans une Peugeot 504 noire. Ces derniers, membres de la Triple A dirigée par le ministre José López Rega, le firent ensuite descendre de la voiture et l'abattirent d'une rafale de mitraillette. La Triple A publia un communiqué proclamant: « La liste continue. Troxler est mort, et le prochain, pour la rime, sera Sandler » .
Sa veuve s'est portée en 2007 partie civile au procès, l'enquête étant confiée au juge Norberto Oyarbide, tandis que l'avocat Martin Alderete, de l'organisation de défense des droits de l'homme CORREPI Sur, la défend. Une rue de Buenos Aires porte son nom.